# كورنيليس بوس
كورنيليس بوس هو تاجر قطع أثرية ‏ هولندي، ولد في عقد 1500 في سيرتوخيمبوس في هولندا، وتوفي في 7 مايو 1555 في خرونينغن في هولندا.